# Élections régionales de 1960 en Sarre
Les élections régionales de 1960 en Sarre (en allemand : Landtagswahl im Saarland 1960) se tiennent le 4 décembre 1960 afin d'élire les 50 députés de la 4e législature du Landtag pour un mandat de cinq ans.
C‘est la première élections du Landtag dans la Republique fédérale d’Allemagne après l’adhésion en 1957.

## Mode de scrutin
Le Landtag est constitué de 50 députés (en allemand : Mitglied des Landtags, MdL), élus pour une législature de cinq ans au suffrage universel direct et suivant le scrutin proportionnel d'Hondt.
Chaque électeur dispose d'une voix, qui compte double : elle lui permet de voter pour une liste de candidats, le Land comptant un total de trois circonscriptions plurinominales ; elle est alors automatiquement attribuée au parti politique à laquelle cette liste est rattachée.
Lors du dépouillement, l'intégralité des 50 sièges est répartie en fonction des voix attribuées aux partis, à condition qu'un parti ait remporté 5 % des voix au niveau du Land. La répartition est ensuite répétée dans les trois circonscriptions.

## Campagne

### Principales forces
| Parti | Parti                                                                              | Chef de file                           | Résultats de 1955          |
| ----- | ---------------------------------------------------------------------------------- | -------------------------------------- | -------------------------- |
|       | Union chrétienne-démocrate d'Allemagne Christlich Demokratische Union Deutschlands | Franz-Josef Röder (Ministre-président) | 47,8 % des voix 27 députés |
|       | Parti démocrate de la Sarre Demokratische Partei Saar                              |                                        | 24,2 % des voix 12 députés |
|       | Parti social-démocrate d'Allemagne Sozialdemokratische Partei Deutschlands         |                                        | 20,1 % des voix 9 députés  |

## Résultats

### Voix et sièges
| Parti                             | Parti                                        | Voix    | Voix | Sièges | Sièges        | Sièges | Sièges | Sièges |
| Parti                             | Parti                                        | Votes   | %    | Total  | +/-           |        |        |        |
| --------------------------------- | -------------------------------------------- | ------- | ---- | ------ | ------------- | ------ | ------ | ------ |
|                                   | Union chrétienne-démocrate d'Allemagne (CDU) | 195 060 | 36,6 | 19     | 8             |        |        |        |
|                                   | Parti social-démocrate d'Allemagne (SPD)     | 159 698 | 30,0 | 16     | 7             |        |        |        |
|                                   | Parti démocrate de la Sarre (DPS)            | 73 718  | 13,8 | 7      | 5             |        |        |        |
|                                   | Parti populaire de Sarre (SVP)               | 60 557  | 11,4 | 6      | 6             |        |        |        |
|                                   | Union démocrate d'Allemagne (DDU)            | 18 585  | 5,0  | 2      | 2             |        |        |        |
|                                   | Communauté chrétienne-nationale (CNG)        | 13 731  | 2,6  | 0      | en stagnation |        |        |        |
|                                   | Parti du Reich allemand (DRP)                | 3 325   | 0,6  | 0      | en stagnation |        |        |        |
|                                   |                                              |         |      |        |               |        |        |        |
| Total                             | Total                                        | 532 832 | 100  | 50     | en stagnation |        |        |        |
| Abstentions                       | Abstentions                                  |         | 20,9 |        |               |        |        |        |
| Nombre d'inscrits / participation | Nombre d'inscrits / participation            |         | 79,1 |        |               |        |        |        |